# Brats
Brats (br.: Filho de peixe, peixinho é) é um filme de curta metragem estadunidense de 1930, produzido por Hal Roach Studios e dirigido por James Parrott. Laurel e Hardy são os protagonistas e, além da costumeira dupla de amigos desajeitados, eles interpretam também seus filhos pequenos (Nessas cenas, Hardy está sem o bigode). Foi um dos quatro curtas da dupla relançados em 1937 que receberam nova trilha sonora, composta por Leroy Shield. Os outros foram Blotto, County Hospital e Perfect Day.

## Enredo
Os amigos Stan Laurel e Oliver Hardy estão à noite em casa jogando damas enquanto seus filhos brincam ao lado e as respectivas esposas estão fora. Hardy está nervoso pois encontra-se em grande desvantagem no jogo e seu humor piora quando é golpeado na cabeça por um cubo de brinquedo, arremessado pelas crianças durante uma briga. Tanto ele quanto Stan as repreendem e ameaçam mandá-las dormirem se não pararem com o barulho. Mas, logo em seguida, os meninos desastradamente quebram um vaso. Stan e Oliver as levam até o quarto e depois voltam à sala e começam a jogar sinuca. As crianças não dormem e continuam com as brigas e brincadeiras. Oliver Jr. vê um rato e Stan Jr. tenta atingir o roedor com uma espingarda de brinquedo mas acerta o amigo que grita de dor. Stan Jr. então enche a banheira para aliviar Oliver Jr. mas o derruba lá dentro e depois esquecem a torneira e o chuveiro abertos. Quando Oliver Jr. se recupera, os dois começam a brincar de boxe e com os pulos derrubam pedaços do teto da sala onde os adultos estão. A dupla sobe correndo as escadas e percebem que as crianças ainda não dormiram. Stan Jr. pede um copo d'água e Oliver abre a porta do banheiro e ele e Stan são apanhados por uma enorme quantidade de água que vazou da torneira e do chuveiro.